# Sola (canción de La Oreja de Van Gogh)
"Sola" es la octava pista del quinto álbum de estudio de La Oreja de Van Gogh, A las cinco en el Astoria.
Trata sobre la soledad que siente una mujer pese a pasar por muchas relaciones. Sin embargo, todas son efímeras y artificiales. Tras cada una de ellas, se despierta y se siente de nuevo sola ("Dormiré entre diamantes para desayunar siempre sola, tan sola"). Y esa soledad le produce angustia ("Lleno la bañera de mentiras y halagos, y sumerjo mi ansiedad").
Esta canción tiene un verso final curioso dice 'Ven acércate' lo cual es el primer verso de la canción París del álbum el viaje de Copperpot, el segundo álbum de la banda.
- Datos: Q5665070